# Alois Merz

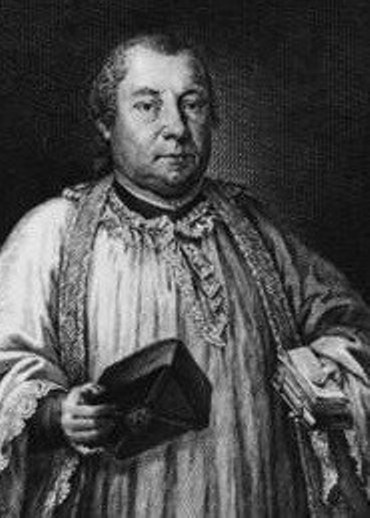
Alois Merz

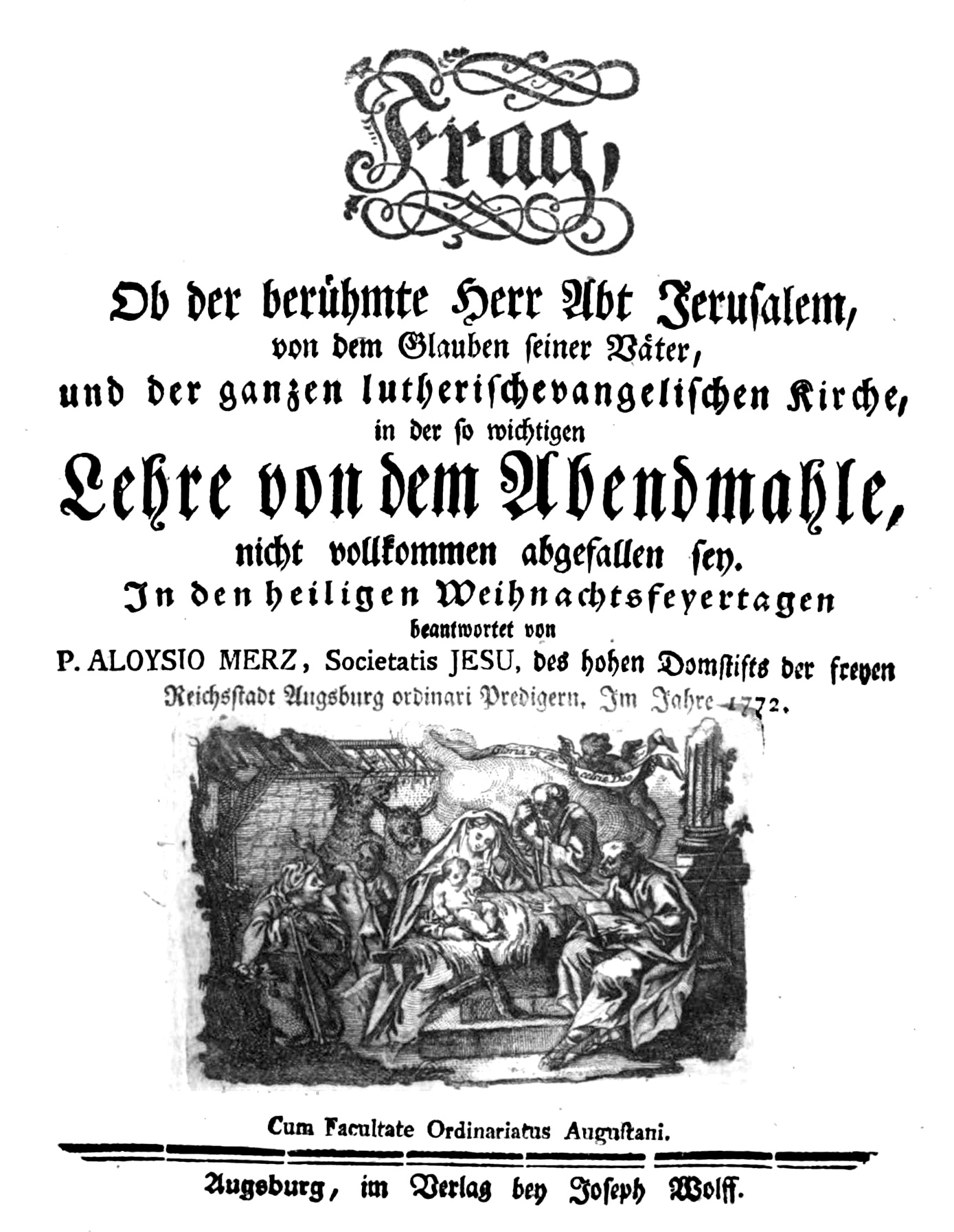
Titelseite einer Streitschrift gegen Johann Friedrich Wilhelm Jerusalem über das Abendmahl (1772)

Alois Merz SJ (* 27. Februar 1727 in Donzdorf in Schwaben; † 8. Oktober 1792 in Augsburg) war ein deutscher Jesuit, römisch-katholischer Geistlicher und Verfasser von kontroverstheologischen Flugschriften.

## Leben
Merz studierte in Augsburg und München. 1744 trat er in Landsberg am Lech in das Noviziat der Gesellschaft Jesu ein. Er lehrte an verschiedenen Gymnasien Humaniora und Philosophie und wurde 1763 Domprediger in Augsburg, der er auch nach Aufhebung seines Ordens blieb. 1785 wurde er durch ein schweres Augenleiden, das sich bis zur völligen Erblindung steigerte, genötigt, das Amt aufzugeben.

## Leistungen
Merz gilt als einer der fruchtbarsten und schlagfertigsten katholischen Polemiker seiner Zeit, der in zahlreichen populären Flugschriften die streng kirchlichen Grundsätze sowohl gegen die Protestanten als auch gegen die aufkommende katholische Aufklärung und sogenannte jansenistische und josefinische Strömungen in der Theologie zu verteidigen suchte. Mehrere dieser Aufsätze ließ er wieder abdrucken in der von ihm redigierten „Neuesten Sammlung jener Schriften, die seit einigen Jahren in Augsburg über verschiedene wichtige Gegenstände zur Steuer der Wahrheit im Drucke erschienen sind“. Das Verzeichnis aller seiner Schriften, von denen jedoch die meisten von sehr geringem Umfang sind, füllt in einem zeitgenössischen Verzeichnis 16 Spalten.

## Quelle
- Stanonik: Merz, Alois. In: Allgemeine Deutsche Biographie (ADB). Band 21, Duncker & Humblot, Leipzig 1885, S. 480.